# Astro華麗台
Astro華麗台（英文：Astro Wah Lai Toi）是馬來西亞Astro擁有以粵語播放的綫上綜合隨選視訊，主要播出香港電視劇、綜藝節目、美食、休閒、旅遊節目及電影等等，同时亦播出本地节目（亦称“Astro本地圈”节目）。該頻道備有粵語及華語雙聲道服務，備有中文、英文及馬來文字幕服務。

## 頻道詳情
由於馬來西亞政府不允許外資經營電視台，香港TVB採取合作的形式，與Astro合作開辦Astro華麗台，透過供應黃金時間約84%以上的節目，每年從Astro獲得的收入已超過1億港元。另外，TVB亦會為Astro華麗台提供廣告代理和顧問服務。
为了满足更多观众需求，Astro華麗台所播出的TVB劇集都备有雙語廣播服务，即粵語和華語。不只這樣，為了迎合不同觀眾的需求，所有在该頻道播出的港劇都备有中文和馬來语字幕。此外，Astro華麗台每一年也會舉辦許多大型節目，如《Astro新秀大赛》、《Astro国际华裔小姐竞选》。
2013年1月13日，Astro至尊HD以高清與此頻道同步播出以高清播出的TVB節目。2014年10月6日，Astro至尊HD正式易名為Astro华丽台HD。
Astro華麗台於2020年4月1日正式转换为隨選視訊。同时，部分的Astro华丽台节目与翡翠台合併，并且也会播马来西亚与TVB合作的制作节目。本频道也从当天起提升至24小时播放。该频道也被Astro AOD或Astro QJ取代。
目前，Astro華麗台VOD所有播映香港电视节目已经全部转入Astro QJ。

## 直播節目
Astro華麗台每年會直播自製大型節目《Astro國際華裔小姐》以及轉播香港大型節目典禮，例如 《香港電影金像獎》、《香港小姐競選》、《萬千星輝賀台慶》、《萬千星輝頒獎典禮》、《國際中華小姐競選》及TVB農曆新年特備直播節目。
TVB舉辦的慈善籌款節目早前曾經由Astro華麗台、Astro至尊HD（現稱Astro華麗台HD）、Astro On Demand（現稱Astro AOD）負責轉播，現在改為東南亞版TVB翡翠台（Astro頻道310）直播。
除了由Astro華麗台自家製作的直播節目外，所有在Astro華麗台的衛星訊號直播TVB節目畫面均轉播自東南亞版TVB翡翠台。而早前曾經轉播自新加坡tvbj、香港TVB翡翠台和香港TVB高清翡翠台。

## 播出節目
- Astro華麗台除了播出香港早前的電視劇，也會播出TVB早前在海外首發的電視劇。目前所有正在此頻道播映的黃金時段劇集（處境劇除外）都早已在Astro On Demand播放完畢。該臺劇集時段係由Astro隨選半年前或不超過一年前既TVB劇集播映。
- 在2008年4月開始播出香港亞洲電視的節目，首個節目為亞視外判劇集《生命有明天》。
- 在2008年9月開始播出香港有線電視的節目，首個節目為《肥媽私房菜》。
- 在Astro至尊HD剛啟播之際，Astro華麗台在平日會與Astro至尊HD高清同步播出。
- 2013年，由於Astro至尊HD改革為全粵語頻道，所有在Astro华丽台播放的節目（特定標清節目除外）將會與Astro至尊HD同步播出。
- 2014年起，Astro華麗台逐漸同步播出TVB劇集。從2015年7月起開始在同周跟播處境劇愛·回家(第二輯)。
- 2016年10月開始播出香港電視网络（HKTV）的所有港剧。所有的HKTV港剧都早已在Astro双星播放完畢。
- 2018年3月Astro首次投資原創港劇《陽關道》，由香港團隊製作。《陽關道》於2018年12月22日在影視平台Netflix點播。
- 2020年4月1日，Astro華麗台迁此频道，并与翡翠台合并，同时也被Astro AOD取代。
- 2020年5月1日，Astro華麗台电视频道改为On Demand。

## Astro華麗電視劇大獎
Astro華麗台自2004年起的每一年都會舉辦《Astro華麗台電視劇大獎》，所有的獎項都是由觀眾100%投票選出。Astro華麗台將會篩選當年所播出的TVB劇集，并且在適當的時候公布入圍名單。通常Astro華麗台播出的TVB劇集都是前一年香港TVB翡翠台所播出的劇集，例如：2007年就是播2006年的劇集。此颁奖典礼于2010年停办而于同年改办《MY AOD我的最爱颁奖典礼》。在2013年，《MY AOD我的最爱颁奖典礼》被由TVB娱乐新闻台主办、Astro协办的《TVB 馬來西亞星光薈萃頒獎典禮》替代。而《TVB 馬來西亞星光薈萃頒獎典禮》在2018年正式停辦，但觀眾投選有被保留下來，而改為在《萬千星輝賀台慶》台慶節目裡公佈得獎名單。

## Astro自製（本地圈節目）及合拍粵語節目/電視劇

### 電視劇集
下表列出已播畢的電視劇/网络劇：
| 劇名                | 演员 | 集數                | 備註 | 網頁                       |
| 己子當歸 己子當歸2  | 夏雨、赵永财、吴金英、 譚少佳、蔡曉燕、呂愛瓊、 Lilian、辛偉廉、林佩盈、 王愛玲、王竣、李承運、 SusanWong、Douglas                                                    | 250                 | 此劇導演為黃巧力。Astro華麗台在2002年首次製作的250集長篇電視處境劇。此劇除了在Astro華麗台播出，2011年還有在馬來西亞免費電視台ntv7及八度空間再度播出。 | 網頁（页面存档备份，存于） |
| 阿炳 (第1季至第6季) | 林德荣、颜薇恩、陈志康、 邱文博、曾洁钰、陈美妤 |                     | 《阿炳》主要透过戏中几个人物角色，以幽默搞笑的手法、熟悉的语言，将国内所发生的时事如趣闻、政治动态、体育风气、娱乐新闻等题材串联成每一集的故事，让身在马来西亚的人民可从不同角度去思考当下或周遭的事件，或纯粹博君一笑。譬如其中一集的《汤杯热潮》就提到关于汤杯的历史、羽球的规则，再来以幽默方式反映大马人跟风的心态和处事态度等。此劇從2008年播出至2013年完結，總共6季 | 網頁（页面存档备份，存于） |
| 隱世者們            | 吳啟華、陶大宇、宣萱、 蘇永康、周群達、呂晶晶、 趙碩之、駱應鈞 | 20                  | 由鄧特希製作的香港警匪電視劇，於2015年10月至2016年3月拍攝。此劇於2016年9月22日在Astro華麗台及香港TVB myTV SUPER首播。 | 網頁（页面存档备份，存于） |
| 陽關道              | 王貽興、劉 翁、陳國邦、 江若琳、艾 威、詹瑞文、 楊 淇、樓南光、岑珈其、 黃心美、郭 慧、駱應鈞、 黃文標、楊鴻俊、黃定謙、 陳健朗、酒井瞳、韓 媚                        | 13                  | 此劇編劇、導演及主演為王貽興和劉翁。其他演員還有陳國邦、江若琳、艾威等。此劇是Astro跨國投資的港劇，全香港班底製作及演出，以驚悚懸疑為主軸的電視劇。此劇將於2018年8月11日，每週六晚上10点30分，Astro華麗台與BOO頻道同步播放，每集30分鐘，2集連播。7月24日於GSC Cinema，Mid Valley Megamall舉辦首映會。 此劇在2018年12月22日上架到影視平台Netflix點播。 | 網頁（页面存档备份，存于） |
| 蝕日風暴            | 張智霖、薛凱琪、王陽明、 梁漢文、陳瑾如、李思函、 梁靖琪、秦 沛、劉兆銘、 羅家英、許紹雄、麥長青                                                                      | 36                  | 此劇監製為梁家樹。由寰亞電視節目製作（香港）有限公司及優酷製作的電視劇。2018年1月21日至2月9日來到馬來西亞吉隆坡拍攝外景及舉辦記者發布會。Astro華麗台於2018年9月24日，9:30PM播出。 此劇Viu(香港)OTT平台於9月22日推出及優酷於9月19日推出。 總製片人 : 丁恆 總監製 : 梁家樹 監製 : 陳德修 總編審 : 歐冠英 執導 : 洪金潑 | 網頁（页面存档备份，存于） |
| 戰毒                | 黃宗澤、吳卓羲、關智斌、周秀娜、张雅卓、吳千語 特别出演： 羅嘉良、麥長青、张竣杰                                                                                      | 30                  | 該劇由企鹅影视、樂道互娛出品，陳國華、何耀忠執導、林國華監製，將於2020年7月9日於騰訊視頻、優酷、愛奇藝、Viu各大平台聯合播出。Astro華麗台VOD於2020年7月17日星期三及五更新集数。2021年2月8日起於ViuTV播映。 2021年1月11日，此劇由Astro AOD、Astro AOD HD 再度重播。 | TBA                        |
| 華夫人撞鬼          | TBA | 10                  | 華麗台On demand原创无厘头限定喜剧，跨越新马拍摄制作《華夫人撞鬼》。两大影坛大哥助阵，Jaspers赖宇涵首个粤语剧集。内容集合香艳、刺激、火爆、缠绵。 |                            |
| 黑金风暴            | 林 峯、黃浩然、周秀娜、梁競徽、 連詩雅、李璨琛、吳岱融、麥長青、 特別主演： 熊黛林、吳啟華、郭政鴻、林韋辰、 高鈞賢                                                   | 30                  | 此剧是優酷、樂道互娛及無限自在聯合出品的時裝警匪電視劇，製片人為林晉諾，此劇於2022年3月10日優酷首播。Astro華麗台VOD於2022年3月14日紧贴中国播出。 | TBA                        |
| 反起跑线联盟        | 梁詠琪、潘燦良、周家怡、強 尼、 袁富華、陳欣妍、林家熙、練美娟、 梁 業、岑珈其、陳志忠、袁綺雯、 薛國斌、李炘頤、張敬仁                                               | 15                  | 此剧是一套由香港電視娛樂有限公司及蜚星製作有限公司製作的電視劇，為《ViuTV 2022》節目巡禮之一。此劇由2022年3月21日起逢星期一至五21:30－22:30於ViuTV首播。台灣由LiTV 線上影視同步跟播。Astro華麗台VOD於2022年3月21日紧贴香港播出。 此劇講述拒絕成為「怪獸家長」的父母和要求子女贏在起跑線上的「虎爸」、「虎媽」，在校園為自己的理念辯護。 | TBA                        |
| 940920              | 劉俊謙、蔡思韵、吳海昕、徐天佑 | 10                  | 此剧是一套由香港電視娛樂製作的科幻懸疑電視劇，為《二月廿九》的「前傳和後傳」，由羅嘉駿監製兼執導，劉俊謙、蔡思韵、吳海昕、徐天佑主演，為《ViuTV 2021》及《ViuTV 2022》節目巡禮之一。此劇由2022年3月7日起逢星期一至五21:30－22:30於ViuTV首播，Astro華麗台VOD於2022年6月播出。 | TBA                        |
| 二月廿九            | 吳海昕、徐天佑、劉俊謙、 張松枝、岑珈其、麥可怡、 李 敏、張凱娸、柯煒林                                                                                               | 10                  | 由香港電視娛樂有限公司製作的科幻愛情劇。劇集由2020年3月2日至3月13日，逢星期一至五21:30，於ViuTV首播，Astro華麗台VOD於2022年6月播出。 | TBA                        |
| 獅子山下的故事      | 黃覺、胡杏兒、李治廷、謝君豪、吳千語、樊亦敏、周柏豪、許雅婷、梁靖康、陳家樂、楊明娜、熊黛林、聶遠、翁虹、譚耀文、羅嘉良                                              | 27                  | 此剧是2022年中国电视剧，為慶祝香港回歸25週年的獻禮劇，国家广播电视总局2021年网络视听节目精品创作传播工程入選作品，由紫荆文化集团有限公司、上海腾讯企鹅影视文化传播有限公司、北京凡一文化传播有限公司出品，北京凡一文化传播有限公司制作。 本劇以时代变迁為背景，講述了香港一間茶餐廳數代人的溫暖故事，2022年6月12日起在中央电视台综合频道黄金档剧场首播，Astro華麗台VOD於2022年6月27日紧贴香港播出。 2023年4月1日，此劇由Astro全佳HD 再度重播。                                               | TBA                        |
| 季前赛              | 姜 濤、陳卓賢、呂爵安、邱士縉、 張繼聰、郭嘉駿、梁 業、葛綽瑤 陳安立、吳啟洋、葉振弘、強 尼、 練美娟、李 敏、蔡穎恩、童愛玲、 歐錦棠、袁富華、岑珈其、潘福行、 羅永昌 | 15                  | 故事讲述大学篮球队来到社区扫场，街坊不甘篮球场被霸占，于是向他们作出挑战，最终更将其击退。大学篮球队之后一雪前耻，街坊一败涂地，两边为了面子立下誓约，在六星期后再战。街坊于是走遍全港、挑战各区街场，渐渐成为有组织的正规篮球队，Astro華麗台VOD於2022年11月1日紧贴香港播出。 | TBA                        |
| 女法醫JD            | 蔡卓妍、张孝全、钟欣潼、关智斌、黄德斌、罗家英、麦亨利、陈家乐、何佩瑜                                                                                                | 12                  | 此剧是由英皇娱乐与企鹅影视联合出品，该剧以单元形式展开讲述女法医“JD宋安妍”（蔡卓妍饰）在“死因解码研究所”的遭遇为线索，协助警方破获一个个诡异案件，同时试图探寻父亲旧案的真相，并与热血探员刘志明（张孝全饰）之间展开的一系列惊心动魄的故事。JD宋安妍”因患HSP“高敏症”而拥有极高敏感度的大脑，不由自主全天候接收一切资讯，在不堪其扰的同时也屡次凭借信息储备量非凡的“最强大脑”打开线索关窍，解开悬案谜题。于2022年12月12日在腾讯视频、爱奇艺首播。Astro華麗台VOD於2022年12月21日紧贴中国播出。 | TBA                        |
| 当世没英雄          | TBA | 10                  | Astro華麗台VOD再度播映大马原创剧集。人称圣拳的张荣离奇身亡，轰动整个武林！秀圣门弟子谢锋坚信偶像死因可疑，誓要查出个水落石出！没想到这一切只是编剧温慧茵为唤醒内心深处的英雄，而幻想的平行时空。4月21日在Astro Go及 On Demand独家播出，全套剧集上架。 | TBA                        |
| 太阳星辰            | 陳偉霆、刘雅瑟、馮德倫、 謝君豪、周勵淇 | 18 （Astro QJ首播） | 1993年，香港重案组警察杨光耀（陈伟霆饰）意外来到2018年，遇到与自己同龄拍档陈凯晴（刘雅瑟饰）。两人凭着扑朔迷离的线索，携手追查尘封多年的连环杀人案。2024年11月28日在Astro QJ紧贴中国播出。 | TBA                        |
| 老是常出现          | 陳湛文、陳毅燊、劉江、石修、張雷、劉沛蘅、米雪 | 15 （Astro QJ首播） | 故事围绕著一间护老院展开，新来的行政经理凭著他以往的行骗经验，意外地与院友打成一片。2025年2月13日在Astro QJ紧贴中国播出。 | TBA                        |

### 娛樂節目
下表列出已停播、播畢或轉去其它電視頻道播出的節目：
| 節目名稱                     | 主持人/演员 | 最后一季                          | 節目內容 | 網頁                       |
| 我係電視迷                   | 王翠玲 | 2007年                            | 以TVB劇集為考題，勝出的電視迷將可獲得豐富的獎金獎品。 | 網頁（页面存档备份，存于） |
| 一日五餐                     | 王翠玲 | 第三季                            | “五餐”指早餐、午餐、下午茶、晚餐和宵夜，主持人將帶你用RM50（約港幣96元）吃“五餐”。 | 網頁（页面存档备份，存于） |
| 華麗通訊站                   | 蕭慧敏 | 2007年                            | Astro華麗台首個娛樂資訊節目，帶給觀眾最新最In的資訊，同時也會出外與Astro觀眾進行互動。此節目現已停播，其節目性質由《擺你上台》繼承 | 網頁（页面存档备份，存于） |
| 美丽的约会                   | Astro國際華裔小姐佳麗 | 2007                              | 貼身追訪Astro國際華裔小姐的候選佳麗以及訪問之前獲獎的佳麗。其節目功能由2014年製作的《美麗本色》所繼承。 | 網頁（页面存档备份，存于） |
| 擺你上台                     | （第一季）趙國威、凌加峻 （第二季）翁書尉、凌加峻 （第三季）翁書尉、潘毖伶、鄭淑萍 | 第三季                            | - 繼《華麗通訊站》后，Astro華麗台第二個娛樂資訊節目。除了帶給觀眾最新最In的資訊之外，同時也會出外與Astro觀眾進行互動。此節目有別于《華麗通訊站》的地方在于此節目較為著重出外與觀眾互動。 - 此節目在2009年1月播完第二季的節目后休息2個月，并與2009年4月以全新姿態重新出發，但現已停播。其節目性質由Astro精彩預告（頻道302）繼承。        | 網頁（页面存档备份，存于） |
| 唔止一個墟                   | 卓卉勤、王翠玲、林佩盈 | 第二季                            | 城中三大女名嘴聚首，一个星期一个话题，三个角度三种思維。 | 網頁（页面存档备份，存于） |
| Astro華麗台電視劇大獎        | （2004年）安德尊、郭燕燕 （2005年）安德尊、王翠玲 （2006年）陳百祥、王翠玲 （2007年）陳百祥、王翠玲 （2008年）陳百祥、王翠玲、林佩盈、 卓卉勤 | 2008年                            | Astro已停辦此頒獎典禮，改辦MY AOD我的最愛頒獎典禮。 | 網頁（页面存档备份，存于） |
| 体坛动态                     | 郑忆华、林德荣 | 2009年                            | 特别为热爱体育的大马华人所制作的节目。节目中将为观众带来华人社会喜爱的体育赛事，并提供具娱乐又充满资讯的体育节目，覆盖所有大型体育赛事，包括∶足球、羽毛球、乒乓、篮球、田径及排球等等。此節目後被另一華語節目《體壇Yeah!總匯》取代，並於Astro AEC和Astro全佳HD播出。                                                                    | 網頁（页面存档备份，存于） |
| 父母心                       | - | 2011年                            | 《父母心》系列是一部表扬父母亲伟大精神以及推行孝道的人文关怀纪录片系列。在镜头底下，我们见到了不同个性的父母和孩子；我们见到了一些熟悉或陌生的家庭，但这些家庭的背后，都有着一段段感动人心的故事。而在这些感人故事的背后，也让全天下的父母和孩子正视自己家庭的故事，无论当中有这多少的欢笑和泪水，其实都蕴含了满满的爱。                | 網頁（页面存档备份，存于） |
| 看我72行                     | 曾耀祖、劉界輝 | 2011年                            | 由曾耀祖、劉界輝主持的旅遊資訊節目。 | 網頁（页面存档备份，存于） |
| Menu Please                  | 王翠玲 | 2011年                            | 由王翠玲主持清談節目。 | 網頁（页面存档备份，存于） |
| MY AOD我的最愛頒獎典禮       | （2010年）王浩信、李亞男 （2011年）陳志康、林震前 （2012年）林震前、蕭慧敏 | 2012年                            | Astro已停辦此頒獎典禮，改辦TVB 馬來西亞星光薈萃頒獎典禮。 | 網頁（页面存档备份，存于） |
| 靈異偵查                     | （2011年-2012年）梁佑城 （2013年）李永升 | 第三季 （2013年）                 | Astro外判節目，也是大馬首個仿效香港有線《怪談》的靈異節目。 | 網站（页面存档备份，存于） |
| 遠走高飛                     | （2008年-2009年）蕭慧敏 （2014年）蕭慧敏、溫慧茵 | 2014年                            | 主持人將會與觀眾進行好玩又刺激的遊戲，勝出者將可根據飛行里數（遊戲中獲得的積分）換取不同的旅游配套。此節目於2014年重新出發，並改為華語節目在Astro AEC播出。 | 網頁（页面存档备份，存于） |
| 美麗本色                     | 林家冰、陳楚寰、黃之豫 | 2014年                            | 《Astro國際華裔小姐精選2014》之特備節目，前身為已停播的《美麗的約會》。 | 網頁（页面存档备份，存于） |
| 堪輿百子櫃                   | 葉威明（Joey Yap）、王翠玲 | 2014年                            | 本地圈全新堪輿節目。本節目將分為三個環節：“大馬之窗”、“师傅赠两句”和“相由心生”。“大馬之窗”探討巴生谷一代的重點發展地區，並探討風水對這些地方的影響。“师傅赠两句”則專注講解室內風水，而“相由心生”則探討個人風水，如：面相和掌紋。 | 網頁（页面存档备份，存于） |
| 換樂360系列                  | （2012年：歐洲）林家冰 （2013年：瑞士）蕭慧敏 （2014年：西班牙）蕭慧敏 （2016年：法國）蕭慧敏 | 2016年                            | 主持人將會到不同的國家與旅途中的有緣人交流，並且把馬來西亞的美食介紹給當地人。 此節目2017年曾在香港奇妙電視播放。 | 網頁（页面存档备份，存于） |
| 舞极限                       | （2007年）温力铭、Sharlin （2008年）温力铭、颜薇恩、朱浩仁 （2009年）郑伟康、颜薇恩 （2010年）颜薇恩、Serena C （2011年）颜薇恩、Serena C （2012年）莊靖毅、曾耀祖 （2013年）顏薇恩、李蕙伶 （2014年）溫慧茵 （2015年）Dennis Yin、郭秀文 （2016年）Dennis Yin、陳楚寰 | 2016年                            | 馬來西亞首個以街舞為題材的競賽。第一季的比賽地點設在攝影棚內，而从第二季开始比賽地點則設在不同的購物廣場的正門口大廳，讓觀眾能對這個比賽有更深一層的了解。 《亞洲舞极限》節目於2017年並改在Astro AEC播出。 | 網頁（页面存档备份，存于） |
| Astro新秀大賽                | （2007年）尹匯芬、文康 （2008年）文康 （2009年）吳俐璇 （2010年-2014年）蕭慧敏 （2015年）蕭慧敏、曾洁钰 （2016年）蕭慧敏(决赛)、曾洁钰、温慧茵 | 2016年                            | 五强新秀可到台湾歌唱选秀节目《華人星光大道》參賽，而在台灣落敗的選手則會被派到由TVB8舉辦的《TVB8全球華人新秀歌唱大賽》參賽。 1997年開播的Astro歌唱選秀節目，2016年欢庆20年。2017年，因为Astro AEC製作的《The Voice絕對好聲》，新秀大赛暂时停办。                                                                                        | 網頁（页面存档备份，存于） |
| TVB 馬來西亞星光薈萃頒獎典禮 | （2013年）黎芷珊、王祖藍、周奕瑋 （2014年）黎芷珊、周奕瑋、林盛斌、黃曉明 （2015年）黎芷珊、林盛斌、周奕瑋、朱智賢 （2016年）鄭裕玲、農 夫、周奕瑋、朱智賢 （2017年）鄭裕玲、農夫、周奕瑋、麥美恩、陸浩明 | 2017年                            | 此頒獎禮是由TVB娛樂新聞台主辦，Astro、MY及雲頂娛樂城協辦的TVB海外電視頒獎典禮。每年與翡翠台同步轉播。 頒獎典禮在2018年正式停辦，但觀眾投選有被保留下來，而改為在《萬千星輝賀台慶》台慶節目裡公佈得獎名單。 | 網頁（页面存档备份，存于） |
| 姊妹淘（馬來西亞篇）         | 第一季（2015年） 江美儀、姚子羚、龔嘉欣、黃翠如 第二季（2016年） 江美儀、姚子羚、龔嘉欣、滕麗名、 黃翠如、宋熙年 第三季（2017年） 江美儀、滕麗名、黃翠如、陳敏之、 姚子羚、龔嘉欣、宋熙年 第四季（2018年） 姚子羚、胡蓓蔚、李施嬅、陳自瑤 | 第四季 （2018年）                 | Astro與TVBI製作的清談節目。 第一季：共8集，2015年9月6日起，每周日9:00-9:30pm播出 第二季：共8集，2016年9月3日起，每周六9:00-9:30pm播出 第三季：共8集，2017年10月15日起，每周日8:00-8:30pm播出 第四季：共8集，2018年10月7日起，每周日9:30-10:00pm播出                                                                                     | 網頁（页面存档备份，存于） |
| 星級健康（馬來西亞版）       | 第一季（2013年） 陳智燊、陳展鵬、陳敏之、姚子羚、 胡定欣、梁烈唯 第二季（2014年） 梁烈維、陳展鵬、陳敏之、陳智燊、 胡定欣、袁偉豪、黃智雯、姚子羚 第三季（2015-2016年） 陳敏之、姚子羚、陳展鵬、袁偉豪、 唐詩詠、敖嘉年、梁烈唯、羅仲謙、 胡定欣 第四季（2017年） 袁偉豪、李施嬅、王君馨、張振朗、 胡定欣（客串）、黎諾懿、姚子羚、 龔嘉欣、劉佩玥、翟威廉、岑麗香、 楊 明、唐詩詠、朱晨麗、黃子恒、 鄧佩儀、何君誠 第五季（2018年） 陳山聰、譚俊彥、胡鴻鈞、姚子羚、 黃子恆、劉佩玥、陳凱琳、龔嘉欣 | 第五季 （2018年）                 | Astro與TVBI製作的健康資訊節目。 第一季：星級健康 第二季：星級健康2 第三季：星級健康3之星夢成真 第四季：星級健康4之Go Green碳世界 第五季：星級健康5之敢·動·人生 | 網頁（页面存档备份，存于） |
| 漫遊江原。夢想的地平線       | 曾潔鈺、茹自傑(Julian) | 2019年                            | Astro、韓國觀光公社（KTO）及江原道觀光處合作拍攝旅遊節目。此旅遊節目由曾潔鈺及馬來西亞溜冰王子茹自傑（Julian）一同主持。首播日期於2月3日起，週日晚上9:00播出。 | 網頁（页面存档备份，存于） |
| 走佬去馬拉                   | 杜汶澤 | 2019年                            | 由杜汶澤擔任主持，Astro華麗台與香港ViuTV 聯合製作的旅遊真人騷節目。杜汶澤在2018年12月來馬近半個月，赴檳城、怡保及雪隆一帶進行節目拍攝。節目中邀來馬來西亞紅人黃明志，與杜汶澤一起錄音翻唱粵語歌以及拍攝MV。 節目共15集，於2019年4月29日，星期一至五10:30PM與香港ViuTV同日播出（香港播出時間為星期一至五11:00PM）。 同類節目：走佬去臺灣 | 網頁（页面存档备份，存于） |
| 男神愛下廚                   | 蕭正楠、黃長興 | 第一季（2018年） 第二季（2019年） | 由蕭正楠及黃長興主持的美食烹飪節目。9月2日起Astro華麗台每周日9:00pm，TVB翡翠台(馬來西亞)每週日8:00pm 播出 | 網頁                       |
| 旅神ON CALL                  | 彭嘉伊、張吟、劉愷欣、林震前 | 2019年                            | 《ASTRO國際華裔小姐2018》三甲彭嘉伊、張吟和劉愷欣3位女神量身定做的旅遊節目，與嘉賓團友林震前一起介紹韓國旅遊景點 | 網頁（页面存档备份，存于） |
| 仨心友行                     | 第一季（2019年）龔嘉欣、陳敏之、高海寧、陳凱琳 第二季（2021年）黎諾懿、龔嘉欣、王君馨、姚子羚 | 2021年（TVB翡翠台首播）           | Astro與TVB合作拍攝的旅遊節目，拍攝地點包括雪蘭莪、彭亨、登嘉樓和吉蘭丹。節目共有8集，龔嘉欣和陳敏之將主持全集，而高高海寧負責第1集至第4集主持，第5集至第8集由陳凱琳主持。除此之外，黎諾懿將會擔任此旅遊節目嘉賓。節目將於2019年11月17日晚上9:00播出。                                                                                   | 網頁（页面存档备份，存于） |
| Astro國際華裔小姐競選        | （2008年）林德荣、王翠玲、陈泳锦 （2009年）林德荣、林佩盈 （2010年）林德荣、林佩盈 （2011年）林德荣、鄭婧婷 （2012年）林德榮、鄭婧婷、陳誌康、溫慧茵、顏薇恩 （2013年）陈浩然、颜薇恩、温慧茵、林家冰、李惠伶 （2014年）颜江瀚、萧慧敏、温慧茵 （2015年）陈志康、温慧茵 （2016年）陈浩然、林盛斌 （2017年）陈浩然、林震前 （2018年）陳誌康、蕭慧敏 （2019年）蕭慧敏、森 美 | 2019年                            | 最后勝出的佳麗將會代表馬來西亞參加每一年由TVB所舉辦的《國際中華小姐競選》，现已停办 | 網頁（页面存档备份，存于） |
| 肥媽新年新煮意               | 第一季（2017年） 肥媽 第二季（2018年） 肥媽、陸浩明 第三季（2019年） 第四季（2020年） 肥媽 | 2022年（TVB翡翠台首播）           | 由肥媽主持的農曆新年特備烹飪節目，每集都有不同的馬來西亞藝人跟肥媽一起煮年菜。第二季(2018年)特別加入了陸浩明一起主持。 此節目從2017年啟播至2022年總共播出了6季。 | 網頁（页面存档备份，存于） |
| 玄來過新年                   | 王翠玲、Joey Yap | 2022年（TVB翡翠台首播）           | 每年農曆新年都會固定播出新年特備節目。由玄學大師Joey Yap分享給觀眾新一年的運程和風水知識。 此節目從2010年啟播至2022年總共播出了13季。 | 網頁（页面存档备份，存于） |

## 金像影匯
每年四月將與香港同步現場轉播《金像獎頒獎典禮》盛會。

## 外部連結
- TVB Jade （页面存档备份，存于）（英語）
- （页面存档备份，存于）（已停止更新）